# Олександрівка (Конишевський район)
Олександрівка (рос. Александровка) — хутір в Конишевському районі Курської області Російської Федерації.
Населення становить 6 осіб. Входить до складу муніципального утворення Наумовська сільрада.

## Історія
Населений пункт розташований на території українського етнічного та культурного краю Східна Слобожанщина.
Від 2004 року входить до складу муніципального утворення Наумовська сільрада.

## Населення
| 2002 | 2010 |
| ---- | ---- |
| 12   | ↘6   |